# Råde
Råde és un municipi situat al comtat d'Østfold, Noruega. Té 7.357 habitants (2016) i té una superfície de 119 km². El centre administratiu del municipi és el poble de Karlshus. La parròquia de Raade va ser establerta com a municipi l'1 de gener de 1838.
Els municipis veïns són Rygge, Valer, Sarpsborg i Fredrikstad. En aquest municipi hi ha quatre pobles principals: Karlshus, Saltnes, Missingmyr i Slangsvold.

## Informació general

### Nom
El municipi (originalment la parròquia) pren el seu nom de l'antiga granja de Rade (en antic nòrdic: Róða), des que la primera església es va construir en l'àrea. El nom és similar a la paraula róða que significa "pal" o "vara". Es refereix aquí a un llarg turó i a la granja i l'església localitzades en el seu cim. Abans del 1921, el nom era escrit Raade.

### Escut d'armes
L'escut d'armes és modern. Se'ls hi va concedir el 30 de maig de 1980. El disseny de l'escut és en el que heràldica diuen armes parlants. Aquest mostra una banda groga sobre un fons verd. L'escut simbolitza una morrena i una via glacera de l'època de les glaceres que anaven a través del municipi. El color verd simbolitza els sòls fèrtils.